# Sagamia geneionema
Sagamia geneionema és una espècie de peix de la família dels gòbids i de l'ordre dels perciformes.

## Morfologia
- Els mascles poden assolir 7,1 cm de longitud total.[2][3]

## Hàbitat
És un peix marí, de clima temperat i demersal.

## Distribució geogràfica
Es troba al Japó i Corea.

## Observacions
És inofensiu per als humans.